# Myotis australis
Myotis australis es una especie de murciélago de la familia Vespertilionidae.

## Distribución geográfica
Sólo se encuentra en Australia.